# Calle de San Joaquín
La calle de San Joaquín es una breve vía pública de la ciudad española de Madrid, situada en el barrio de Universidad, distrito Centro, que sale de la calle Fuencarral y desemboca en la plaza de San Ildefonso. Pedro de Répide avisa en su monografía del callejero madrileño que antiguamente hubo otra calle con este nombre que unía la del Conde Duque con las Negras, y que en otros periodos llevó los nombres de Torrijos y Travesía del Conde Duque (por ser su prolongación).

## Historia
Esta callecita conserva el nombre desde el siglo diecisiete, con menciones de construcciones particulares desde 1781. Tomó su denominación del retablillo pintado y dedicado al padre de la virgen María y esposo de Santa Ana que adornaba la llamada “casa de la Bolea”, perteneciente a Manuel de Zúñiga, conde de Monterrey. Se documenta también que en 1660 fue cedido al marqués de Eliche un sitio para el jardín de San Joaquín, propiedad de Alonso de Liaño y Buelna.
En la esquina con Fuencarral estuvo hasta la década de 1940 el café-teatro San Joaquín, similar al Variedades, dedicado al género chico, en el que, según anota Répide era habitual estrella el actor José Mesejo.
Tocando con la plazuela de San Ildefonso estuvo a finales del siglo veinte la sala de conciertos El Grial. Otro establecimiento castizo también desaparecido fue la vieja vaquería El Descanso (con su fachada de azulejería tradicional). En el capítulo de servicios municipales, cabe mencionar el intermitente centro de mayores Benito Martín Lozano.